# D'Lo
D'Lo és una població dels Estats Units a l'estat de Mississipi. Segons el cens del 2000 tenia 394 habitants.

## Demografia
Segons el cens del 2000, D'Lo tenia 394 habitants, 179 habitatges, i 114 famílies. La densitat de població era de 220,5 habitants per km².
Dels 179 habitatges en un 24% hi vivien nens de menys de 18 anys, en un 50,3% hi vivien parelles casades, en un 10,6% dones solteres, i en un 35,8% no eren unitats familiars. En el 34,1% dels habitatges hi vivien persones soles el 19% de les quals corresponia a persones de 65 anys o més que vivien soles. El nombre mitjà de persones vivint en cada habitatge era de 2,2 i el nombre mitjà de persones que vivien en cada família era de 2,77.
Per edats la població es repartia de la següent manera: un 20,3% tenia menys de 18 anys, un 9,6% entre 18 i 24, un 22,6% entre 25 i 44, un 27,9% de 45 a 60 i un 19,5% 65 anys o més.
L'edat mediana era de 42 anys. Per cada 100 dones de 18 o més anys hi havia 81,5 homes.
La renda mediana per habitatge era de 28.750 $ i la renda mediana per família de 33.125 $. Els homes tenien una renda mediana de 27.500 $ mentre que les dones 21.731 $. La renda per capita de la població era de 15.469 $. Entorn de l'11,7% de les famílies i el 13,7% de la població estaven per davall del llindar de pobresa.

## Poblacions més properes
El següent diagrama mostra les poblacions més properes.